# Reyna Kola
Reyna Kola is een Peruaans colamerk dat wordt geproduceerd en gedistribueerd door El Grupo Sil.
De cola wordt normaal gesproken verkocht in petflessen met een inhoud van 0,5 liter, maar voor promotionele doeleinden worden ook flessen gebruik met een inhoud van 0,625 liter (25% extra inhoud). De slogan van Reyna Kola is "Peruana como tú."